# Громівка (Феодосійський район)
Гро́мівка (до 1945 року — Шелє́н, крим. Şelen) — село в Україні, Феодосійського району Автономної Республіки Крим.

## Історія
Станом на 1886 у селі Таракташської волості Феодосійського повіту Таврійської губернії мешкало 368 осіб, налічувалось 108 дворових господарств, існувала мечеть.
У 2023 році у проєкті Постанови Верховної Ради України «Про перейменування деяких населених пунктів Автономної Республіки Крим» село запропоновано перейменувати на Шелен.

## Населення
За даними перепису населення 2001 року у селі проживали 178 осіб.
Рідною мовою назвали:
| Мова              | Кількість осіб | Відсоток |
| ----------------- | -------------- | -------- |
| російська         | 103            | 57,87 %  |
| кримськотатарська | 35             | 19,66 %  |
| українська        | 14             | 7,87 %   |
| білоруська        | 1              | 0,56 %   |